# Autocharis arida
Autocharis arida là một loài bướm đêm trong họ Crambidae.